# Paula Camus
Paula Camus Amorós (* 12. Februar 2002 in Madrid) ist eine spanische Wasserballspielerin. Die Olympiasiegerin von 2024 war 2023 Weltmeisterschaftszweite sowie 2024 und 2025 Weltmeisterschaftsdritte. 2022 war sie Europameisterin und 2024 Europameisterschaftszweite.

## Sportliche Karriere
Die 1,80 Meter große Flügelspielerin spielt bei Club Natació Terrassa. Mit den Altersgruppenmannschaften siegte sie 2018 bei der Jugendweltmeisterschaft und 2021 bei der Juniorenweltmeisterschaft.
2019 debütierte sie in der spanischen Nationalmannschaft, wurde aber erst 2022 Stammspielerin. 2022 wurde die spanische Mannschaft Fünfte bei der Weltmeisterschaft in Budapest, nachdem die Spanierinnen im Viertelfinale gegen die Mannschaft aus den Vereinigten Staaten verloren hatten. Zwei Monate später gewannen die Spanierinnen bei der Europameisterschaft in Split im Finale mit 9:6 über die Griechinnen. 2023 erreichten die Spanierinnen das Finale der Weltmeisterschaft in Fukuoka mit einem 12:10 über die Australierinnen. Im Endspiel unterlagen sie erst im Penaltyschießen den Niederländerinnen. 2024 standen sich die beiden Teams im Finale der Europameisterschaft in Eindhoven erneut gegenüber. Die Niederländerinnen siegten mit 8:7. Camus hatte im Halbfinale einen Treffer erzielt, im Finale ging sie leer aus. Einen Monat später bei der Weltmeisterschaft in Doha entschieden die Spanierinnen das Spiel um Bronze gegen die Griechinnen mit 10:9 für sich. Bei den Olympischen Spielen in Paris gewannen die Spanierinnen alle sieben Partien, wobei das Halbfinale gegen die Niederländerinnen erst im Fünf-Meter-Schießen entschieden wurde. Im Finale gegen die Australierinnen siegten die Spanierinnen mit 11:9.
2025 bei der Weltmeisterschaft in Singapur besiegten die Spanierinnen im Viertelfinale die Niederländerinnen im Penaltyschießen. Im Halbfinale unterlagen sie den Ungarinnen mit 9:15. Das Spiel um den dritten Platz gewannen sie mit 13:12 gegen die Auswahl aus den Vereinigten Staaten. Im Spiel um Bronze erzielte Camus einen Treffer.